# Charles Philipon
Charles Philipon, född den 19 april 1800 i Lyon, död den 25 januari 1861 i Paris, var en fransk karikatyrtecknare.
Philipon har sin betydelse i främsta rummet som tidningsutgivare. Han uppsatte 1830 La Caricature, en "politisk, moralisk och litterär tidning", i vilken bland andra Balzac och Daumier medverkade, samt 1832 den dagliga tidningen Le Charivari, där det vimlade av hånbilder över kung Ludvig Filip (Philipon var outtömlig i att variera borgarkungens huvud, karikerat i form av ett päron). Philipons huvuduppgift var att driva revolutionär propaganda och att uppspåra unga konstnärskrafter. Efter den på sitt område epokgörande "Charivari" uppsatte Philipon Journal pour rire (1849, sedan 1857 kallad Journal amusant) med flera.